# 2-Oxazolidona
A 2-oxazolidona é um composto orgânico heterocíclico que contém nitrogênio e oxigênio em um anel de 5 membros.

## Oxazolidinonas

### Auxiliares de Evans
As oxazolidinonas são uma classe de compostos que contém anéis de 2-oxazolidona em sua estrutura. Em química, são úteis como auxiliares de Evans, que são usados para síntese quiral. Geralmente, o substrato cloreto de acila reage com a oxazolidinona para formar uma imida. Os substituintes na posição 4 e 5 da oxazolidinona dirigem qualquer reação aldólica à posição alfa do carbonilo do sustrato.

### Farmacêutica

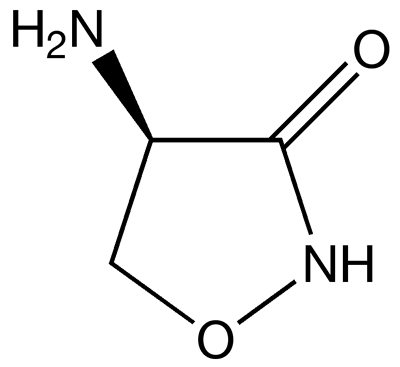
Estrutura química da cicloserina

As oxazolidinonas são usadas como antibióticos. A primeira oxazolidinona jamais usada foi a cicloserina (4-amino-1,2-oxazolidin-3-ona), uma droga de segunda linha contra a tuberculose desde 1956. Algumas das oxazolidinonas mais importantes são os antibióticos de última geração usados contra patógenos gram-positivos, incluindo bactérias resistentes como Staphylococcus aureus resistente à meticilina. Desenvolvido durante os anos 1990 com algumas cepas bacterianas tornando-se resistentes a antibióticos tais como a vancomicina. Estes antibióticos são considerados como uma escolha de última alternativa em sua classe, está disponível para administração por via intravenosa e também tem a vantagem de ter uma excelente biodisponibilidade oral.

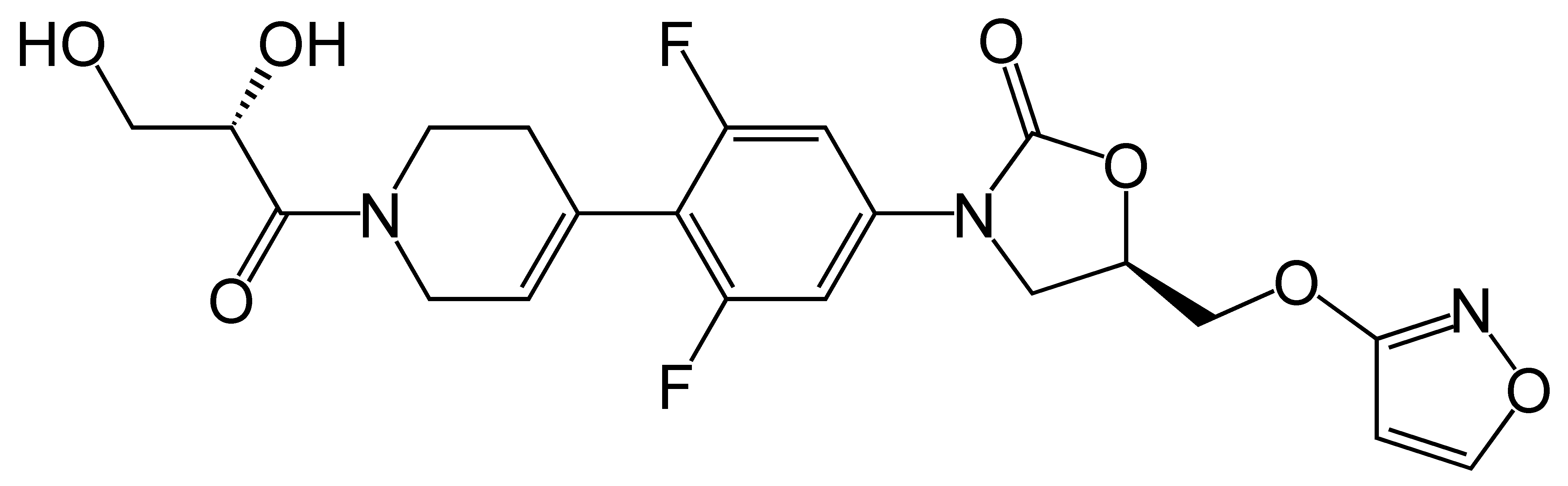
Estrutura química do AZD2563.

O primeiro antibiótico 1,3-oxazolidinona disponível comercialmente foi o Linezolid. Em 2002, AstraZeneca introduziu o posizolid (AZD2563). Os resultados indicam que o posizolid tem excelente atividade contra todas as bactérias gram-positivas, sem importar sua resistência a outras classes de antibióticos. 
Outro, torezolid está em ensaios clínicos. O anticoagulante rivaroxaban, um derivado de oxazolidinona, também está em ensaios.